# Charles Castronovo
Charles Castronovo (New York, 19 giugno 1975) è un tenore statunitense.

## Carriera

### Anni 1990 e 2000
Nato nel Queens da padre italiano e madre ecuadoriana, è cresciuto e ha studiato canto in California. Ha iniziato la sua carriera operistica come artista residente alla Los Angeles Opera nel 1997 e in questa veste ha cantato in una serie di ruoli minori come il barone Rouvel in Fedora, Parpignol ne La bohème, Ruiz ne Il trovatore, Bardolfo in Falstaff, Arturo nella Lucia di Lammermoor e Gastone ne La traviata. Nel 1999 ha esordito al Metropolitan Opera House come Beppe in Pagliacci.
Nella stagione 2002/2003 ha cominciato a cantare al di fuori degli Stati Uniti in ruoli quali Nemorino ne L'elisir d'amore e Don Ottavio in Don Giovanni a Berlino. Nel 2003 ha esordito all'Opéra di Parigi come Fenton nel Falstaff e ha cantato per la prima volta il ruolo di Alfredo ne La traviata, in scena alla Minnesota Opera. Nella stagione 2003/2004 esordisce alla Wiener Staatsoper come Tamino ne Il flauto magico, e, nel corso della stagione, debutta alla Royal Opera House come Ferrando in Così fan tutte, torna a Parigi come Tamino ed esordisce al Teatro Carlo Felice nei panni di Alfredo.
Nel 2005 canta per la prima volta come Alfredo al Covent Garden (accanto a Stefania Bonfadelli), è Nadir ne I pescatori di perle a San Francisco, Nemorino a Vienna e debutta come Rodolfo ne La bohème nel Michigan. Nel 2006 è l'Aflredo di Ana María Martínez al Covent Garden, debutta in Cile come Lenskij nell'Eugenio Onegin, torna a Parigi come Nemorino e a Vienna come Tamino. Nel 2007 amplia il suo repertorio con il ruolo del Duca di Mantova nel Rigoletto a Bordeaux, un ruolo che torna a cantare a Helsinki l'anno successivo; nel 2009 è l'Alfredo di Anna Netrebko alla San Francisco Opera e canta come Vincent in Mireille all'Opéra di Parigi.

### Anni 2010
Nel 2010 ha interpretato il protagonista Mario nella prima mondiale dell'adattamento de Il postino ad opera di Daniel Catán alla Los Angeles Opera con Plácido Domingo nel ruolo di Pablo Neruda; l'anno dopo entrambi sono tornati a cantare i rispettivi ruoli al Théâtre du Châtelet. Sempre nel 2011 debutta anche al Teatro dell'Opera di Roma come Belmonte ne Il ratto dal serraglio e all'Opera di Chicago come Tamino ne Il flauto magico.
Nella stagione 2012/2013 è Gennaro nella Lucrezia Borgia alla Bayerische Staatsoper e a La Monnaie, Tamino e Ruggero ne La rondine al Covent Garden, Don Ottavio al Festspielhaus Baden Baden e Alfredo alla Staatsoper Berlin. Nella stagione 2013/2014 canta come Des Grieux in Manon a Tolosa, come Faust ne La dannazione di Faust al Palau de la Musica di Valencia, è Rodolfo, Alfredo e Ferrando a Monaco, Nemorino alla Wiener Staatsoper, Tebaldo ne I Capuleti e i Montecchi all'Opera Bastille e l'eponimo protagonista nel Faust a Baden-Baden.
Nella stagione 2014/2015 è Alfredo a Barcellona, Rodolfo al Metropolitan, Tamino, Don Ottavio e Nemorino a Monaco, l'eponimo protagonista in Cinq-Mars al Theater an der Wien e a Versailles, Ruggero ne La rodine alla Deutsche Oper Berlin, Lenskij a Vienna e Faust al Teatro Regio di Torino. Nel 2015/2016 è Alfredo a Toronto, Edgardo nella Lucia di Lammermoor alla Royal Opera House con Diana Damrau e la regia di Katie Mitchell, Faust nel Mefistofele a Baden-Baden, Cassandro nell'Olimpie di Spontini al Théâtre des Champs-Élysées e debutta alla Sydney Opera House come Ferrando.
Nella stagione 2016/2017 è il Faust di Gounod all'Opernhaus Zürich, l'eponimo protagonista del Werther a Mosca, Alfredo alla Wiener Staatsoper, Rodolfo a Budapest, Lensky a Chicago, Edgardo, Alfredo e Roberto nel Roberto Devereux a Monaco. Nel 2017/2018 è Edgardo nella Lucia di Lammermoor alla Royal Opera House, Tamino e Romeo al Metropolitan, Don José in Carmen alla Deutsche Oper Berlin e Alfredo all'Opéra Bastille e Monaco.
Nel 2018 sostituisce un indisposto Atalla Ayan al termine del primo atto de La bohème al Covent Garden, cantando così come Rodolfo accanto alla Mimì della moglie Ekaterina Sjurina. Nel corso della stagione 2018/2019 è Giasone nella Medea di Cherubini a Berlino, Hoffman ne I racconti di Hoffmann a Baden-Baden, Alfredo all'Opéra Bastille (con Marina Rebeka) e al Covent Garden (con Ermonela Jaho), Roberto Devereux e Admete nell'Alceste a Monaco e fa il suo debutto come Gabriele Adorno nel Simon Boccanegra al Festival di Salisburgo. Nella stagione 2019/2020 è Alfredo a Vienna e Monaco, Rodolfo a Londra e canta alla Bayerische Staatsoper come Carlo ne I masnadieri e nel Don Carlo. Nel 2019 ha vinto l'International Opera Award al miglior interprete maschile.

### Anni 2020
Nel 2021/2022 è Rodolfo nella Luisa Miller al Glydebourne Festival, il Faust di Berlioz a Salisburgo, Nemorino a Chicago, Rodolfo ne La bohème al Metropolitan e a Berlino, il protagonista de L'amico Fritz al Maggio Fiorentino, Pinkertson in Madama Butterfly a Monaco e Des Grieux a Breslavia.
Nella stagione 2022/2023 è Don Ottavio al Covent Garden, Maurizio nell'Adriana Lecouvreur al Teatro Verdi di Salerno, Riccardo in Un ballo in maschera e Don Carlo a Monaco, Don José a Chicago, Des Grieux e Pinkerton a Vienna e Rodolfo al Met.
Nella stagione 2023/2024 debutta al Teatro alla Scala come Gabriele Adorno in Simon Boccanegra e canta nei ruoli del protagonista in Ernani a Monaco, di Pinkerton al Teatro Real, di Gustavo in Un ballo in maschera al Metropolitan e debutta nel ruolo di Cavaradossi nella Tosca all'Opera di Stato della Baviera. Nella stagione successiva canta come Des Grieux nella Manon a Valencia, è il tenore solista nel Requiem verdiano all'Accademia Nazionale di Santa Cecilia diretto da Daniel Harding e interpreta Ruggero ne La rondine all'Opera di Monte Carlo, Riccardo in Un ballo in maschera all'Opernhaus Zürich e alla Bayerische Staatsoper, è l'eponimo protagonista dell'edizione francese del Don Carlo all'Opéra National de Paris, Don José al Convent Garden e Carlo ne I masnadieri a Monaco.

## Discografia (parziale)
- Pagliacci. José Cura, Barbara Frittoli, Carlos Álvarez, Simon Keenlyside, dir. Riccardo Chailly. Decca, 2000.
- Faust. Charles Castronovo, Ildar Abdrazakov, Irina Lungu, dir Gianandrea Noseda . Unitel Classica, 2015.
- La traviata. Marina Rebeka, George Petean, Latvian Festival Orchestra, State Choir Latvija, Michael Balke. Prima Classic, 2019.

## Videografia (parziale)
- Mireille (2009) – Inva Mula (Mireille), Charles Castronovo (Vincent), Franck Ferrari (Ourrias), Alain Vernhes (Ramon), Sylvie Brunet (Taven), Anne-Catherine Gillet (Vincenette), Sébastien Droy (Andreloun); Orchestra and Chorus of the Opéra national de Paris, Marc Minkowski (conductor); Nicolas Joël (produzione), Ezio Frigerio (scene), Franca Squarciapino (costumi), Vinicio Cheli (luci). Etichetta: FRA Musica, cat. no. 502 (2 DVD: 152:00), recorded live in September at the Palais Garnier in Paris. OCLC 762922255.